# Park Szczytnicki

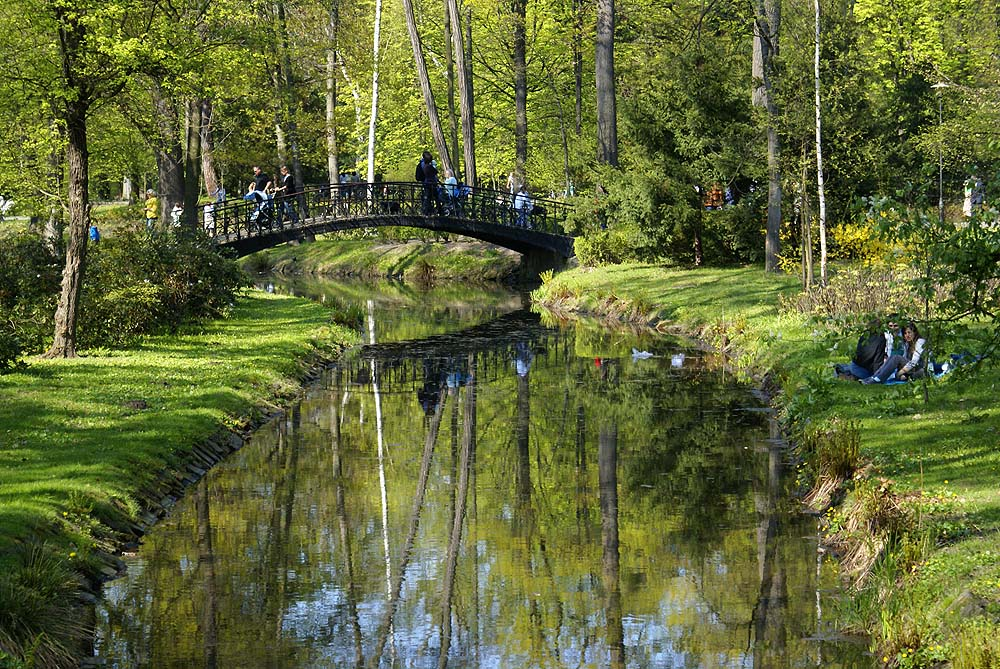
Park Szczytnicki

Der Park Szczytnicki (deutsch Scheitniger Park) ist eine Parkanlage in Breslau. Als größte innenstädtische Parkanlage mit über 100 Hektar Gesamtfläche liegt er östlich der Breslauer Altstadt. Benannt wurde er nach seiner Lage im Stadtteil Scheitnig (polnisch Szczytniki).

## Geschichte

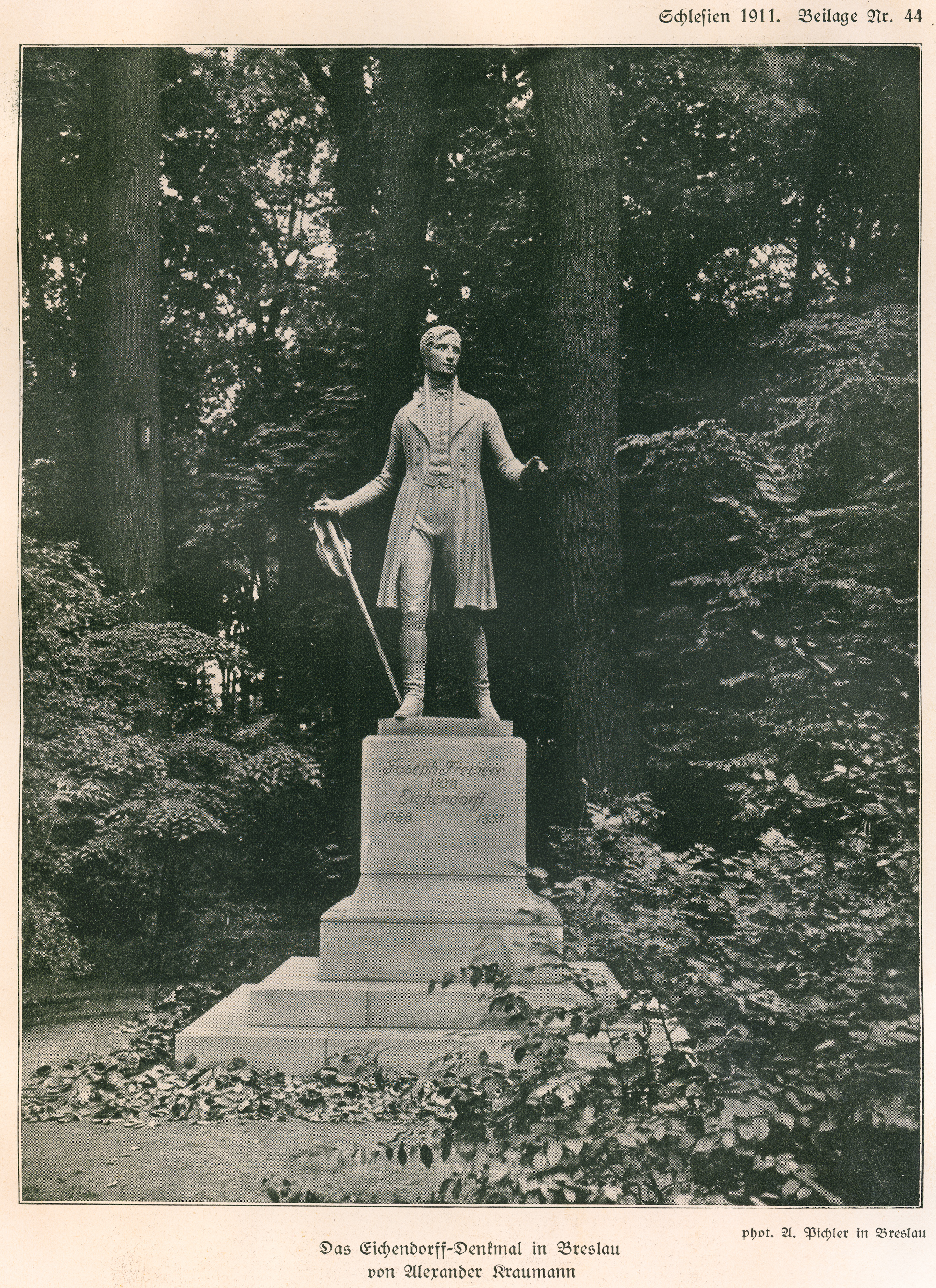
Joseph-von-Eichendorff-Denkmal von 1911

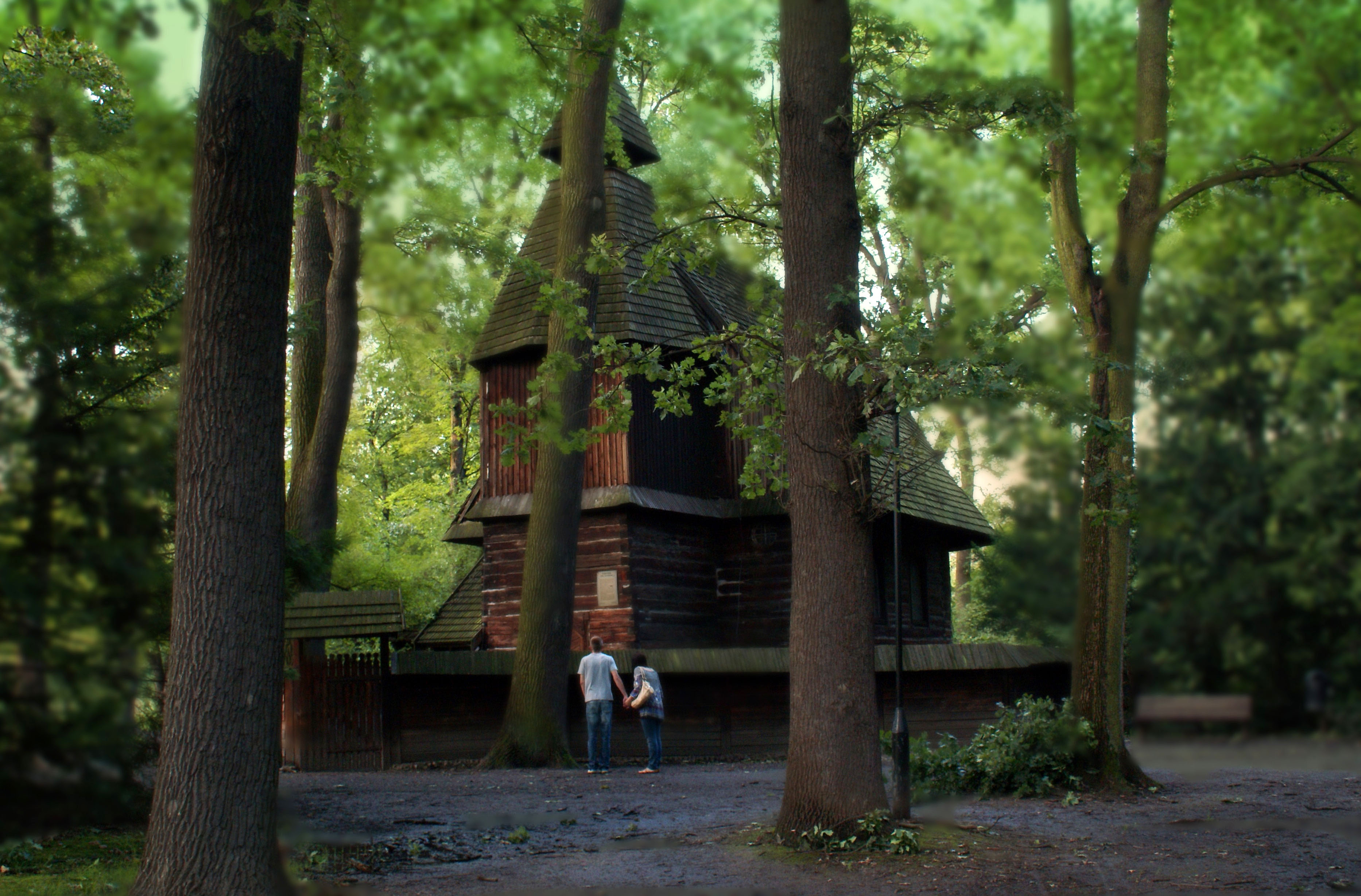
Johannes-Nepomuk-Kirche

Die Parkanlage besteht aus dem nördlichen und dem südlichen Teil, voneinander getrennt durch die ulica Adama Mickiewicza. Der nördliche ist der älteste Teil des Parks, der 1785 um die ehemalige Residenz von Fürst Friedrich Ludwig von Hohenlohe-Ingelfingen angelegt wurde. Während der Napoleonischen Kriege wurde der Park 1806 verwüstet. 1815 erwarb die Stadt Breslau die Grünanlage. Nachdem der Park in Richtung Süden erweitert worden war, wurde er zwischen 1865 und 1867 durch den Berliner Gartenarchitekten Peter Joseph Lenné zu einem englischen Landschaftspark umgestaltet.
1905 entstand im Park das Denkmal für Friedrich Schiller und 1911 wurde das Joseph-von-Eichendorff-Denkmal aufgestellt. Für die Jahrhundertausstellung 1913 entstand an der südwestlichen Grenze des Parks das Ausstellungsgelände mit der Jahrhunderthalle, die heute ein Teil der Breslauer Messe ist. Im gleichen Jahr wurde im südlichen Teil die Johannes-Nepomuk-Kirche wiederaufgebaut, eine im 17. Jahrhundert errichtete Schrotholzkirche, die ursprünglich im oberschlesischen Koźle (Cosel) stand.
Im Nordosten liegt das Olympiagelände, das zwischen 1925 und 1929 entstand. Südöstlich grenzte der Botanische Schulgarten an, dessen Fläche heute in den Park einbezogen ist. Im Südosten grenzt der Park an die 1928–1929 erbaute Werkbundsiedlung in Breslau-Grüneiche (heute Dąbie).
Das Schiller-Denkmal wurde nach 1945 zerstört, aber 1995 zum 190. Todestag von Schiller wieder an alter Stelle aufgestellt. Ebenso wurde das Eichendorff-Denkmal nach 1945 eingeschmolzen und in jüngerer Zeit rekonstruiert; es steht aber nun im Botanischen Garten auf der Dominsel, während man den Sockel des alten Denkmals noch heute im Park findet.

## Japanischer Garten

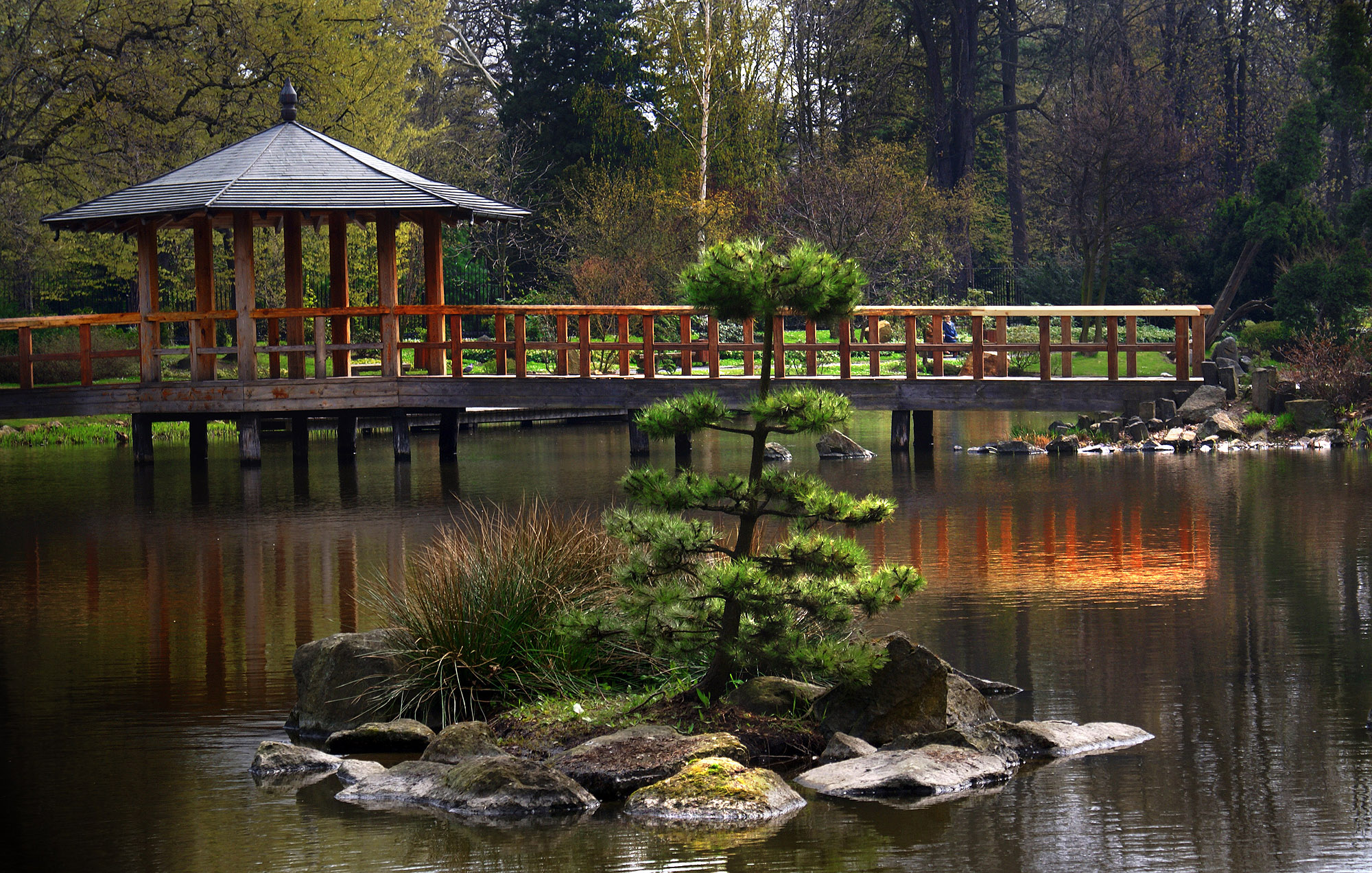
Teichanlage mit dem offenen Aussichtspavillon im Japanischen Garten

Der Japanische Garten liegt im südlichen Teil der Parkanlage. Er wurde zwischen 1909 und 1912 in Vorbereitung der Jahrhundertausstellung 1913 angelegt. Er grenzt im Norden an die ulica Adama Mickiewicza und im Süden an das Ausstellungsgelände mit der Jahrhunderthalle. Nach dem Ausstellungsende wurden die Pavillons im Garten abgebaut. Die Gartenkomposition blieb erhalten, verfiel aber im Laufe der Zeit. 1995 wurde der Garten mit Hilfe der japanischen Botschaft in Polen rekonstruiert. Beim Oderhochwasser 1997 wurde der Garten zerstört und 1999 instand gesetzt.
Der Park heißt Hakkoen, was so viel wie „Weiß-Rot-Garten“ heißt, eine Anspielung auf die Farben der polnischen und japanischen Flagge. Im Park sind viele Elemente im japanischen Stil zu finden, darunter der Pavillon Azumaya, eine Teichanlage mit offenem Aussichtspavillon, und die Eingangstore.